# Viola angkae
Viola angkae är en violväxtart som beskrevs av William Grant Craib. Viola angkae ingår i släktet violer, och familjen violväxter. Inga underarter finns listade i Catalogue of Life.